# Кадисская конституция

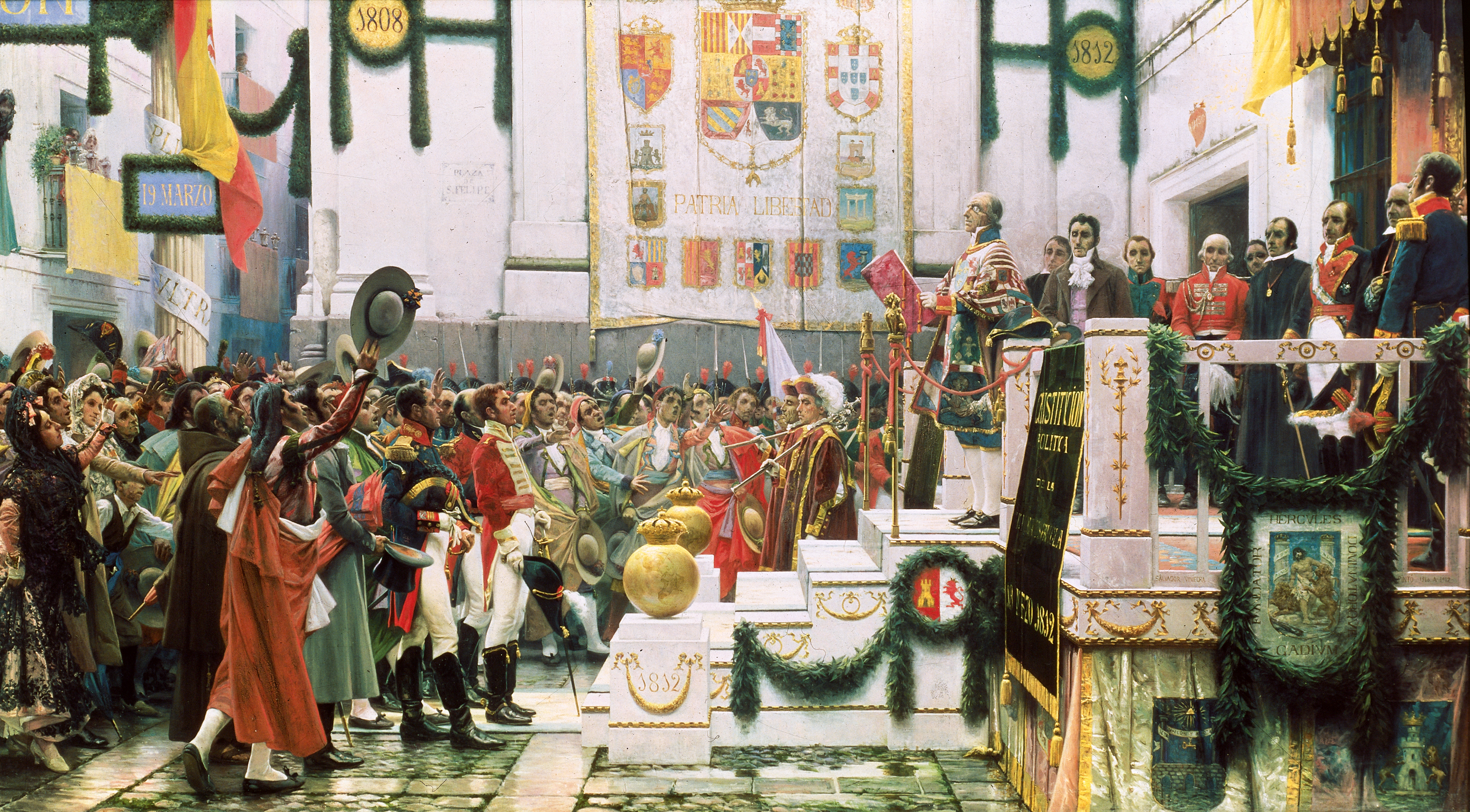
«Принятие конституции 1812 года» кисти Сальвадора Виньегры. Музей Кадисских кортесов

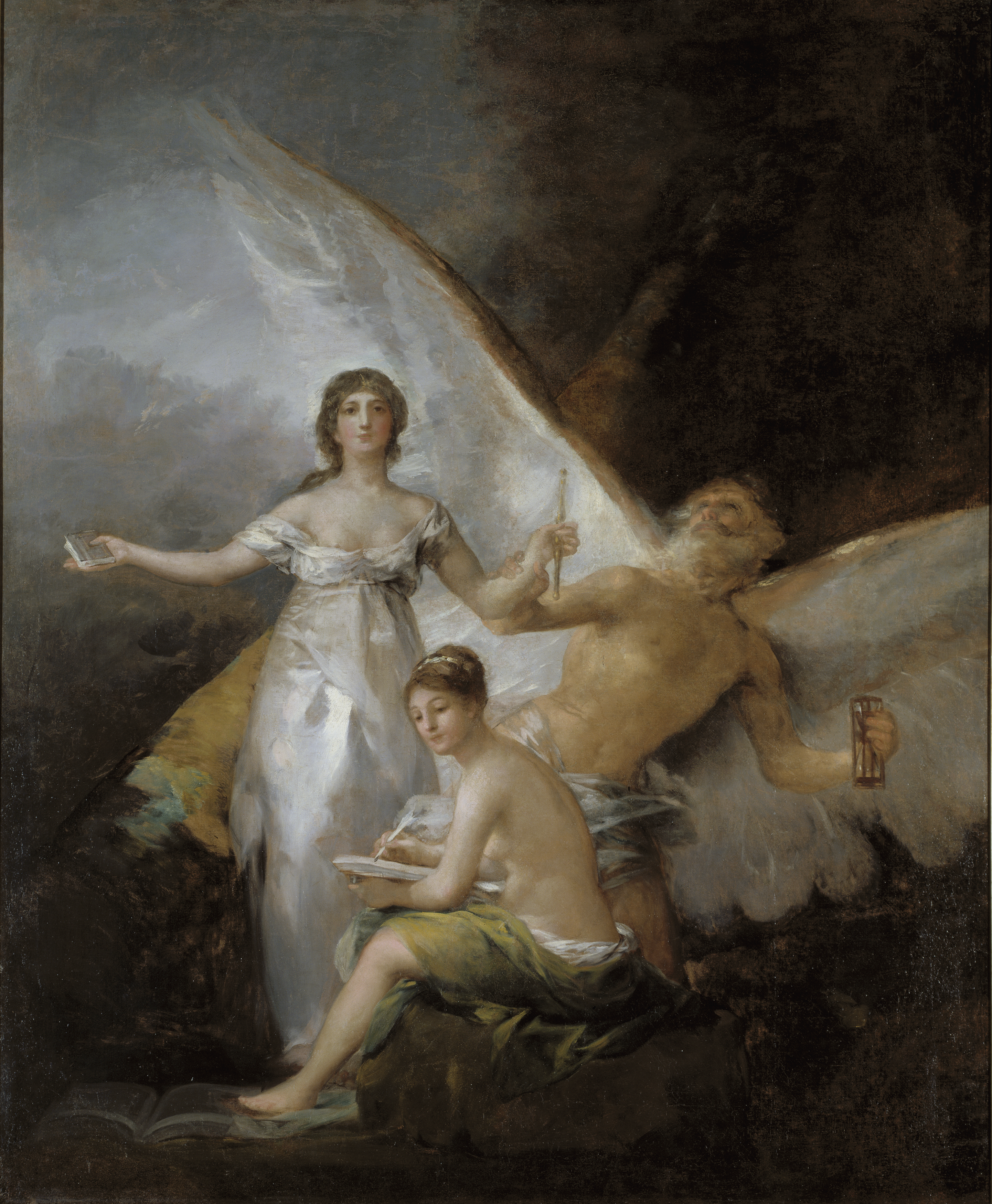
Аллегория конституции 1812 года. Картина Франциско Гойи

Ка́дисская конститу́ция — основной закон Испании, принятый 19 марта 1812 года Кадисскими кортесами собравшимися во время Пиренейской войны. Эта конституция, одна из самых либеральных для своего времени, была, фактически, первой конституцией Испании, поскольку Байоннский статут, принятый в 1808 году Жозефом Бонапартом, не вступил в силу.
Конституция 1812 года установила конституционную монархию (законодательная власть принадлежала кортесам и королю, исполнительная — королю) и принцип народного суверенитета. Король приносил присягу конституции и не имел права распускать кортесы, либо отсрочивать время их созыва. Провозглашались всеобщее избирательное право для мужчин, свобода личности, неприкосновенность жилища, свобода печати и свобода предпринимательства. Гражданские права признавались только за теми, кто не имел примеси негритянской крови. Предусматривалась земельная реформа. Декларировались главенство католицизма и власть короны над заокеанскими владениями.
Устанавливалось равное представительство метрополии и колоний в кортесах. Запрещалось сосредотачивать в одних руках гражданскую и военную власть, упразднялись судебные привилегии и специальные суды, такие как суд инквизиции и «хунты безопасности», ведавшие делами о государственной измене, в каждом избирательном округе создавались «провинциальные депутации», аудиенсия лишалась административных функций и преобразовывалась в административный суд.
4 мая 1814 года, шесть недель спустя после возвращения в страну короля Фердинанда VII, конституция была отменена, 10 мая лидеры либералов были арестованы, и Испания вернулась к абсолютизму. Кадисская конституция действовала во время Либерального трёхлетия 1820—1823 годов и в 1836—1837 годах во время подготовки конституции 1837 года.